# Seznam památných stromů v okrese Náchod
Toto je seznam památných stromů v okrese Náchod, v němž jsou uvedeny památné stromy na území okresu Náchod.
| Název                                                     | Obrázek | Umístění                                                          | Druh                                             | Obvod [v cm] | Kód wikidata     | Galerie                                                                                               | Poznámka |
| --------------------------------------------------------- | ------- | ----------------------------------------------------------------- | ------------------------------------------------ | ------------ | ---------------- | --- | --- |
| Komenského lípa                                           |         | Babí                                                              | lípa                                             | 0            |                  | | Strom připomínal odchod Jana Amose Komenského do Polska. Zanikl při bouři 9. dubna 1901. |
| Bezděkovský dub                                           |         | Bezděkov nad Metují 50°30′40,73″ s. š., 16°14′7,01″ v. d.         | dub letní                                        | 409          | 101482 Q11141991 | | V obci u hlavní silnice směrem na Hronov vlevo, ve dvoře u čp. 57. |
| Javor na Krkavčině                                        |         | Bohdašín nad Olešnicí                                             | javor klen                                       | 330          | 101471 Q26787041 | | Ve svahu na louce, v místní část Krkavčina, poblíž domů čp. 13 a 44. |
| Horákův jasan                                             |         | Borová                                                            | jasan ztepilý                                    | 550          | 101515 Q26787063 | | V obci před domem čp. 50. |
| Lípa velkolistá                                           |         | Borová                                                            | lípa velkolistá                                  | 700          | 101495 Q26787053 | | Na západním okraji obce mezi domy čp. 31 a 56. |
| Klášterní dub v Broumově                                  |         | Broumov 50°35′18,58″ s. š., 16°20′0,73″ v. d.                     | dub letní                                        | 420          | 101502 Q11832910 | | V obci v klášterní zahradě u altánu; vysazen na počest korunovace Františka Josefa 1782. |
| Buk lesní červenolistý                                    |         | Červený Kostelec 50°28′12,11″ s. š., 16°5′29,03″ v. d.            | buk lesní                                        | 295          | 106121 Q26790811 | Kategorie „Buk lesní červenolistý u Keyzlarovy vily“ na Wikimedia Commons                             | V zahradě památkově chráněné vily Theodora Keyzlara, dnes Základní umělecká škola. |
| Dub letní                                                 |         | Červený Kostelec 50°28′7,3″ s. š., 16°6′42,2″ v. d.               | dub letní                                        | 363          | 105902 Q26790521 | Kategorie „Dub u Červeného Kostelce“ na Wikimedia Commons                                             | Za městem jižně od rybníka Čermák |
| Červenolistý buk v parku                                  |         | Červený Kostelec                                                  | buk lesní nachový                                | 310          | 106123 Q26790812 | Kategorie „Památný buk lesní červenolistý v Komenského ulici (Červený Kostelec)“ na Wikimedia Commons | Strom je součástí zeleně v ulici Komenského, před ním je pomník Boženy Němcové. |
| Lípy v České Čermné †                                     |         | Česká Čermná                                                      | lípa malolistá (2)                               | 0            | 101516           | | Na okraji obce u silnice směrem do Borové. Původně byly chráněny tři památné stromy. |
| Berkova lípa                                              |         | Česká Metuje 50°32′48,66″ s. š., 16°10′48,35″ v. d.               | lípa velkolistá                                  | 565          | 101500 Q11133287 | | U domu čp. 21 vpravo ve stráni cca 200 m před železniční tratí. |
| Jilm horský                                               |         | Dlouhé                                                            | jilm horský                                      | 373          | 101481 Q26787044 | | Na severním okraji obce, na zahradě usedlosti čp. 37. |
| Lípa velkolistá „Šarbochova“                              |         | Dlouhé                                                            | lípa velkolistá                                  | 480          | 101514 Q26787062 | | Vpravo u cesty do Nového Hrádku u čp. 14. |
| Adršpašská lípa                                           |         | Horní Adršpach 50°37′49,93″ s. š., 16°4′29,28″ v. d.              | lípa velkolistá                                  | 610          | 101504 Q10712351 | | Pod usedlostí čp. 31; údajně posvátná lípa původních německých obyvatel, lípa republiky. |
| Lípa na Krčmově                                           |         | Horní Adršpach 50°37′12,28″ s. š., 16°4′8,14″ v. d.               | lípa malolistá                                   | 386          | 101480 Q12034640 | | Na louce u křižovatky na Krčmově nad Horním Adršpachem. |
| Jasan v Horním Kostelci                                   |         | Horní Kostelec                                                    | jasan ztepilý                                    | 400          | 101486 Q26787047 | | Ve středu obce, u staré zemědělské usedlosti čp.36, na jihovýchod od hlavní silnice. |
| Vávrova lípa †                                            |         | Hořičky 50°26′41,01″ s. š., 15°59′37,27″ v. d.                    | lípa malolistá                                   | 322          | 105989 Q26790605 | | Na prostranství mezi budovami bývalého menšího hospodářského obydlí čp. 16. Dne 11. srpna 2017 došlo následkem bouřky k vyvrácení památného stromu. Ochrana stromu zrušena 13. prosince 2023.                                             |
| Jiráskův buk †                                            |         | Hronov                                                            | buk lesní                                        | 0            |                  | | Buk stál nad starou cestou ve směru Police nad Metují na svahu Jírové hory, kde se v současnosti říká V lískách. U stolu pod jeho korunou sedával Alois Jirásek.                                                                          |
| Obecní lípa                                               |         | Chlívce 50°30′49,02″ s. š., 16°7′18,54″ v. d.                     | lípa malolistá                                   | 370          | 101473 Q12041904 | Kategorie „Obecní lípa (Chlívce)“ na Wikimedia Commons                                                | Na návrší u restaurace čp. 62 v osadě Chlívce, na pravobřeží údolí Chlíveckého potoka. |
| Buk lesní červenolistý a jinan dvoulaločný                |         | Jaroměř                                                           | buk lesní červenolistý (1) jinan dvoulaločný (1) | 0            | 101488 Q26779284 | | V okrasné zahradě u rodinné vily v intravilánu města, západně od železniční stanice Jaroměř; obvod kmenů 495 cm, 300 cm. |
| Čtyři kusy lip Tilia cordata                              |         | Jaroměř 50°21′9,71″ s. š., 15°54′56,46″ v. d.                     | lípa malolistá (4)                               | 0            | 105501 Q26779288 | | V ulici Na obci kolem kamenného kříže z r. 1829. |
| Dub letní                                                 |         | Jaroměř                                                           | dub letní                                        | 390          | 104600 Q26789275 | | V zahradě rodinného domu čp.1865, poblíž frekventované silnice. |
| Jinan dvoulaločný                                         |         | Jaroměř                                                           | jinan dvoulaločný                                | 0            | 104763 Q26789379 | | V městské zástavbě, na křižovatce Na Špici; dvoják – 156 cm a 180 cm. |
| Lípy v Josefově                                           |         | Josefov u Jaroměře                                                | lípa malolistá (3)                               | 0            | 104670 Q26779286 | | Tři chráněné stromky rostou v zahradě u rodinného domu čp. 290; obvod kmenů jsou 292 cm, 184 cm a 371 cm. |
| Matoušova lípa                                            |         | Josefov u Jaroměře                                                | lípa malolistá                                   | 395          | 101492 Q26787052 | | Na dvoře čp. 217 v Mánesově ulici, blízko komunikace na Josefov, za tratí. |
| Platan javorolistý                                        |         | Josefov u Jaroměře                                                | platan javorolistý                               | 406          | 104599 Q26789274 | | U silnice, poblíž parkoviště MÚ. |
| Lipové stromořadí v Krčíně                                |         | Krčín 50°21′5,04″ s. š., 16°7′34,33″ v. d.                        | lípa malolistá (39) lípa velkolistá (21)         | 0            | 101491 Q26790985 | | V městské zástavbě na levém břehu Metuje v délce 500 m; obvod kmenů od 54 do 305 cm. Dnes chráněno 55 stromů z původních 60. |
| Lípy malolisté                                            |         | Krčín 50°21′7,72″ s. š., 16°7′25,61″ v. d.                        | lípa malolistá (2)                               | 0            | 101510 Q26779290 | | V obci před kostelem sv. Ducha u vstupu na hřbitov, mezi stromy je kříž, zrušena ochrana jednoho ze dvou stromů. |
| Masarykova lípa                                           |         | Krčín 50°21′0,82″ s. š., 16°8′2,99″ v. d.                         | lípa zelená                                      | 201          | 105329 Q26789792 | | Na travnaté ploše zhruba ve středu krčínského parku. |
| Vojnarova lípa                                            |         | Krčín 50°20′38,18″ s. š., 16°8′6,67″ v. d.                        | lípa malolistá                                   | 509          | 101494 Q10296062 | | Na travnatém pásu na okraji města při výjezdu na Dobrušku. |
| Lípa na Východní                                          |         | Lhota za Červeným Kostelcem                                       | lípa malolistá                                   | 330          | 101472 Q26787042 | Kategorie „Lípa na Východní“ na Wikimedia Commons                                                     | V zahradě v místní části zvané Východní, mezi ulicemi Zemědělská a 17. listopadu. Strom je označován i jako Lípa ve Lhotě. |
| Lípa srdčitá v Zemědělské ulici                           |         | Lhota za Červeným Kostelcem                                       | lípa malolistá                                   | 333          |                  | Kategorie „Lípa srdčitá v Zemědělské ulici“ na Wikimedia Commons                                      | Solitérně u komunikace vedle domu čp. 286 v ulici Zemědělská, stáří 120 let. |
| Hraniční buk                                              |         | Libná 50°38′56,33″ s. š., 16°5′12,59″ v. d.                       | buk lesní                                        | 228          | 101477 Q12020653 | Kategorie „Hraniční buk (Libná)“ na Wikimedia Commons                                                 | V bývalém hraničním pásmu v proluce lesních porostů u hraničního kamene 242/8 cca 200 m od skalního hřebene, na státní hranici poblíž lokality Vypich.                                                                                    |
| Šrůtkova lípa                                             |         | Machov 50°29′53,04″ s. š., 16°16′19,06″ v. d.                     | lípa velkolistá                                  | 590          | 101505 Q10414980 | Kategorie „Šrůtkova lípa“ na Wikimedia Commons                                                        | V obci na rozhraní dvou parcel v zahradě u čp. 26, u silnice Bělý – Bezděkov nad Metujím odbočka vlevo naproti hotelu. |
| Buk převislý                                              |         | Malá Bukovina u Chvalkovic                                        | buk lesní převislý                               | 305          | 104984 Q26789593 | | V obci, v ovocném sadu na levém břehu Černého potoka. |
| Štajerova lípa                                            |         | Maršov nad Metují 50°31′42,18″ s. š., 16°11′32,24″ v. d.          | lípa malolistá                                   | 298          | 101475 Q10415655 | | Na dolním konci osady ve stráni na pravobřeží Metuje u bývalé usedlosti čp. 13. |
| Lípa svobody 1919                                         |         | Náchod 50°24′51,15″ s. š., 16°9′36,56″ v. d.                      | lípa malolistá                                   | 178          | 105454 Q26790044 | | V centru města v severovýchodním okraji parku u kostela sv. Michala v ulici Rezníčkova. |
| Dub letní                                                 |         | Nové Město nad Metují 50°20′45,49″ s. š., 16°9′45,39″ v. d.       | dub letní                                        | 400          | 101511 Q26787060 | | Na konci Rezecké ulice, asi 100m za mostem přes Libchyňský potok směrem k Lázním Rezek, v lesním porostu. |
| Husova lípa                                               |         | Nové Město nad Metují 50°20′50,16″ s. š., 16°9′27,62″ v. d.       | lípa malolistá                                   | 170          | 101493 Q12020975 | | Na okraji lesního porostu v blízkosti mohyly s malbou kalicha, lokalita „Libchyňské“; vysazena 6. července 1919 k 500. výročí upálení Jana Husa.                                                                                          |
| Tis obecný                                                |         | Nové Město nad Metují 50°20′31,23″ s. š., 16°9′18,8″ v. d.        | tis červený                                      | 160          | 101512 Q12059017 | Kategorie „Novoměstský tis“ na Wikimedia Commons                                                      | V ulici Českých bratří. |
| Vrchovinská lípa                                          |         | Nové Město nad Metují                                             | lípa srdčitá                                     | 480          | 14847            | | Dominanta veřejného prostranství, plnící své estetické a ekologické funkce |
| Zita a Karel †                                            |         | Olešnice u Červeného Kostelce 50°27′4,05″ s. š., 16°5′5,14″ v. d. | lípa malolistá (2)                               | 0            | 101485           | | V obci u kříže, mezi silnicí a železniční tratí; při vysazení pojmenovány po císařském manželském páru Rakouska-Uherska; obvod kmenů oba 360 cm.                                                                                          |
| Kavalírův dub                                             |         | Roztoky nad Metují                                                | dub letní                                        | 415          | 101507 Q26787059 | | Na louce při levém břehu nové řeky Metuje asi 120 m od silničního mostu. |
| Buk lesní Skála †                                         |         | Řešetova Lhota                                                    | buk lesní                                        | 490          | 105651           | | Na okraji lesního porostu na jižní straně příkré stráně; v r. 2008 neživé torzo (status památného stromu zrušen k 6. březnu 2008). |
| Jasan ztepilý                                             |         | Slatina nad Úpou                                                  | jasan ztepilý                                    | 350          | 101487 Q26787048 | | V obci, na dvoře staré zemědělské usedlosti. |
| Mikšova lípa †                                            |         | Slatina nad Úpou                                                  | lípa malolistá                                   | 500          | 101508           | | Na dvoře u čp. 102, ve stráni po levé straně silnice ve směru na Litoboř – Mečov. |
| Špetlův buk †                                             |         | Slatina nad Úpou                                                  | buk lesní                                        | 517          | 101509 Q10412255 | Kategorie „Famous trees in Náchod District“ na Wikimedia Commons                                      | Na okraji lesního porostu, strom padl při vichřici, zůstává nadále chráněný. |
| Barešova lípa                                             |         | Suchý Důl 50°32′16,1″ s. š., 16°15′29,36″ v. d.                   | lípa velkolistá                                  | 625          | 101499 Q11056611 | Kategorie „Famous trees in Náchod District“ na Wikimedia Commons                                      | Na kopci u cesty vedle domu čp. 49, ve stráni nad silnici |
| Dub letní                                                 |         | Svinišťany                                                        | dub letní                                        | 344          | 101490 Q26787051 | | V údolní nivě Úpy, na poli jihovýchodně od Dolan. |
| Dub letní                                                 |         | Svinišťany                                                        | dub letní                                        | 455          | 101489 Q26787049 | | V údolní nivě Úpy, na poli jihovýchodně od Dolan. |
| Břek u Velichovek                                         |         | Velichovky                                                        | jeřáb břek                                       | 260          | 101484 Q26787045 | | Západně od Velichovek, na okraji cípovitého výběžku lesa v dančí oboře |
| Lípa Františka Josefa I. a Lípa císařovny Alžběty (Sissi) |         | Velichovky                                                        | lípa malolistá (2)                               | 0            | 104766 Q26779281 | | V obci, v blízkosti kostela a hřbitova u pomníku z r. 1760; první lípa vysazena r. 1848 na počest nástupu Františka Josefa I. na trůn, druhá vysazena r. 1898 jako vzpomínka na zavraždění císařovny Alžběty; obvod kmenů 275 cm, 357 cm. |
| Vavřenova lípa                                            |         | Velké Petrovice 50°31′4,39″ s. š., 16°12′27,91″ v. d.             | lípa velkolistá                                  | 510          | 101513 Q11877973 | | V obci u stodoly čp. 14, na kopci poblíž fotbalového hřiště. |
| Lípa malolistá                                            |         | Velké Poříčí                                                      | lípa malolistá                                   | 470          | 101496 Q26787054 | | V obci ve stráni pod čp. 22, cca 60 m nalevo od silnice Velké Poříčí – Malá Čermná. |
| Lípa u Šimočků                                            |         | Vernéřovice                                                       | lípa malolistá                                   | 483          | 101478 Q10400697 | | V Janovicích na louce u čp. 389. |
| Vernéřovická lípa                                         |         | Vernéřovice 50°37′0,76″ s. š., 16°13′34,6″ v. d.                  | lípa velkolistá                                  | 470          | 101503 Q26787058 | | V obci před čp. 100, u silnice vlevo směrem na Meziměstí. |
| Bohadlova lípa                                            |         | Vysoká Srbská 50°28′40,67″ s. š., 16°15′6,85″ v. d.               | lípa malolistá                                   | 329          | 101483 Q11217117 | | V osadě Závrchy na rozcestí turistických cest |
| Kosova lípa                                               |         | Vysoká Srbská 50°28′56,58″ s. š., 16°14′18,31″ v. d.              | lípa malolistá                                   | 439          | 101476 Q12030285 | | V osadě Sedmákovice, u nově zrekonstruovaného stavení, pravobřeží Brlenky. |
| Lípa velkolistá                                           |         | Vysokov                                                           | lípa velkolistá                                  | 530          | 101497 Q26787056 | | U cesty ve stráni u čp. 25. |
| Nyvltův dub                                               |         | Vysokov 50°24′21,58″ s. š., 16°6′45,95″ v. d.                     | dub letní                                        | 395          | 105851 Q26790438 | | Na mírném pahorku na okraji pole cca 30 m od komunikace Vysokov-Starkoč |
| Dub letní Vostaš                                          |         | Zlíč                                                              | dub letní                                        | 402          | 101498 Q26787057 | | Na severozápadním okraji obce na okraji příkrého svahu spadajícího do potoční úžlabiny. |
| Hrnčířův jasan                                            |         | Žabokrky 50°29′22,48″ s. š., 16°11′11,9″ v. d.                    | jasan ztepilý                                    | 505          | 101506 Q12020714 | | Ve stráni nad železniční zastávkou u čp. 4; zvaný též Jasan Skalák. |
| Husitská lípa †                                           |         | Žďár nad Metují 50°33′29,08″ s. š., 16°12′43,26″ v. d.            | lípa malolistá                                   | 460          | 101501 Q12020960 | Kategorie „Husitská lípa na Ostaši“ na Wikimedia Commons                                              | Na okraji lesa pod stolovou horou Ostaš poblíž bývalého Pohlova pohostinství. Dne 25. června 2013 padla. |
| Bartoňovy jasany                                          |         | Žďárky 50°28′19″ s. š., 16°13′40,77″ v. d.                        | jasan ztepilý (5)                                | 0            | 101470 Q11059679 | Kategorie „Bartoňovy jasany“ na Wikimedia Commons                                                     | Pět chráněných stromů v obci kolem statku čp. 1 na hraně údolí na pravém břehu toku Brlenky, nad školou; pravděpodobně totožné s kódem 4450.                                                                                              |